# 무운현

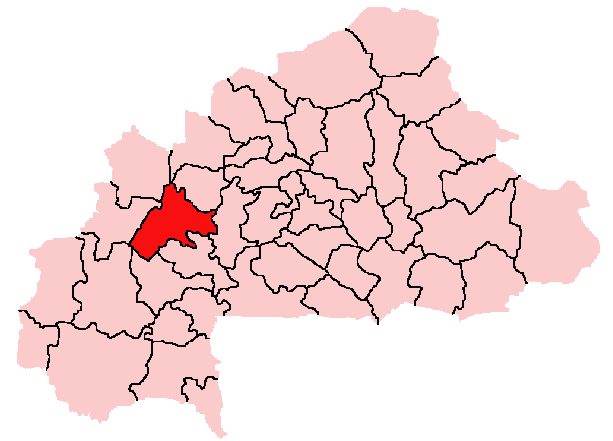
무운현의 위치

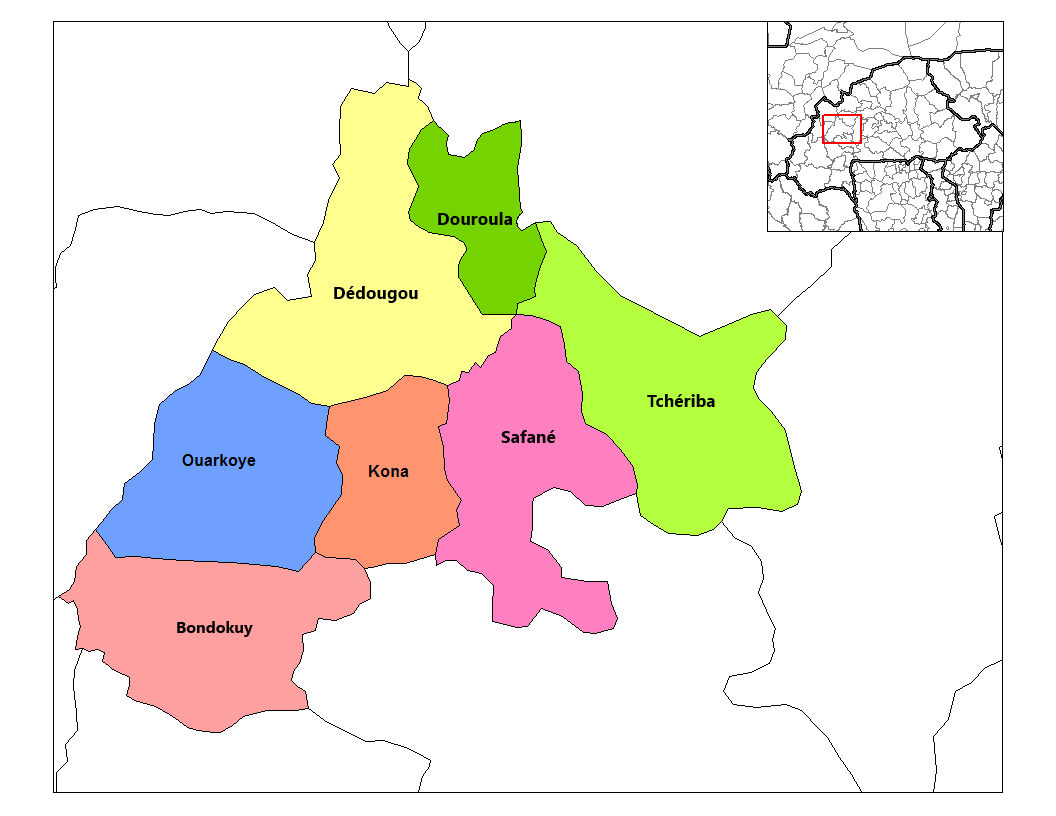
무운현의 행정 구역

무운현(프랑스어: Mouhoun)은 부르키나파소 부클뒤무운주에 위치한 현으로, 현도는 데두구이며 면적은 6,668km2, 인구는 298,088명(2006년 기준, 도시 지역 거주 인구는 37,793명)이다. 7개 군(봉도쿠이군, 데두구군, 두룰라군, 코나군, 와르코예군, 사파네군, 체리바군)을 관할한다.

## 같이 보기
- 부르키나파소의 주
- 부르키나파소의 현